# Miguel Domínguez
Miguel Ramón Sebastían Domínguez Alemán (Ciudad de México, 20 de enero de 1756-Ciudad de México, 22 de abril de 1830) fue un político y abogado novohispano que fue miembro del Supremo Poder Ejecutivo de México entre 1823 y 1824, notable participante en la Conspiración de Querétaro y en el movimiento de Independencia.

## Orígenes y formación
Fue el cuarto de los seis hijos –José Joaquín (1749), Manuel (1751), Ana María (1753) y Joaquín (1762)– del médico Miguel José Domínguez Ginuesio (1716-1774) y Josefa Alemán Trujillo, españoles que se habían casado el 9 de junio de 1748. 

El veinticuatro de enero del año del Señor de mil setecientos cincuenta y seis con licencia del Sr. Dr. y Mtro. D. Juan Ignacio de la Rocha, cura propietario de esta Santa Iglesia, Yo el Br. D. Ignacio de Zupia, Bapticé a un infante que nació el veinte del presente mes, pusele por nombre Miguel Ramón Sebastián, hijo lexítimo de lexítimo matrimonio del Br. D. Manuel Domínguez, Médico de esta ciudad y de Da. Josefa de Alemán; fue su padrino el Dr. D. Francisco González.
Dr. y Mtro. Juan Ignacio de la Rocha y D. Ignacio de Zubia [Rúbricas].
Acta de bautizo de Miguel Domínguez, 24 de enero de 1756.

Realizó sus estudios de leyes en su ciudad natal, en el Colegio de San Ildefonso, de donde se tituló como abogado. A la edad de 19 años ya contaba con fama, formando parte del Colegio de Abogados.
Cierta ocasión, el Colegio de las Vizcaínas, donde estudiaba Josefa Ortiz, fue engalanado para recibir la visita de algunos funcionarios, entre ellos iba él. Domínguez se enamoró de ella y pidió permiso para visitar a la joven, se hicieron novios y el 23 de enero de 1791 se casaron en el Sagrario Metropolitano de la Ciudad de México. 
Durante el gobierno virreinal, ocupó diversos puestos en la oficina de tesorería. En 1802, el virrey Félix Berenguer de Marquina lo designó corregidor de la ciudad de Querétaro. En 1805 se opuso al decreto de consolidación de vales reales siendo destituido en el cargo de corregidor hasta 1808. En 1808 propuso que el gobierno de Querétaro se uniera con el de la Ciudad de México para establecer una junta colonial para gobernar la Nueva España en nombre del depuesto rey Fernando VII. Implícitamente, el virrey José de Iturrigaray apoyó este esfuerzo.

## Conspiración de Querétaro
En Querétaro, Domínguez y su esposa Josefa participaron en una conspiración cuyo propósito, era idear una estrategia para liberarse de las autoridades españolas que habían gobernado a la Nueva España por tres siglos. Las reuniones se efectuaron bajo la apariencia de ser un club de lectura, teniendo sede en la casa del presbítero José María Sánchez. Además de los esposos Domínguez y el cura Sánchez, a las juntas asistieron los licenciados Parra, Altamirano y Laso, los militares Joaquín Arias, Francisco Lanzagorta, Ignacio Allende y Juan Aldama. Asistían también, el cura de Dolores, Miguel Hidalgo y Costilla, los hermanos Epigmenio y Emeterio González, encargados de proveer armas. Se organizaron conspiraciones en San Miguel, Celaya, Guanajuato, San Felipe, San Luis Potosí y la Ciudad de México. Miguel Hidalgo fue elegido para dirigir cada una de ellas.

## Guerra de Independencia
El pronunciamiento estaba fijado para octubre de 1810, pero se tuvo que adelantar debido a las denuncias hechas por Joaquín Arias el 10 de septiembre y de Juan Garrido el 13 de septiembre. El corregidor Domínguez, forzado por las autoridades virreinales, ordenó la detención de los conspiradores. Allanó la casa de los hermanos Epigmenio y Emeterio González, donde encontró armas y municiones, por lo que los tuvo que encarcelar. Consciente del peligro que su esposa corría, la encerró con llave en su habitación mientras iba a sofocar a los sublevados. Sin embargo, su esposa pudo alertar a un compañero conspirador que vivía al lado, Ignacio Pérez. La noche del 15 de septiembre de 1810, Pérez cabalgó a San Miguel el Grande, hoy San Miguel de Allende para avisar a Juan Aldama, quien, a su vez se, fue a Dolores para alertar a Hidalgo.
En la madrugada del día siguiente, 16 de septiembre, el cura Hidalgo dio el grito de Dolores, el cual señaló el inicio de la guerra de Independencia. En 1813, don Miguel y su esposa fueron hechos prisioneros por las autoridades virreinales. Los recluyeron unos días en el convento de La Cruz en Querétaro; después su esposa Josefa fue enviada al convento de Santa Clara en la Ciudad de México y Miguel fue liberado. Lo destituyeron como corregidor de Querétaro y marchó a la Ciudad de México para estar cerca de su esposa. Se le permitió visitarla algunas veces. En agradecimiento de sus servicios, el virrey Juan Ruiz de Apodaca lo recompensó con una pequeña pensión.

## Padre de la Patria
Modesto Cérvantes Sistos, historiador de la Universidad Autónoma de Querétaro considera que Miguel Domínguez es el verdadero Padre de la Patria, quien desde 1765 habría participado en reuniones y acciones encaminados a la libertad de México, figura que buscó reivindicar por medio de su labor de investigación. Domínguez fue el motor de la lucha de Independencia, aseguraba Cervantes.
Modesto Cervantes falleció en 2011, pero su trabajo de investigación de muchos años, acerca de la figura del Corregidor en el movimiento de Independencia, quedó prácticamente concluida, misma que se materializó en la publicación del libro Considerandos. El rescate histórico de Miguel Domínguez Trujillo.

## Presidencia, años posteriores y muerte

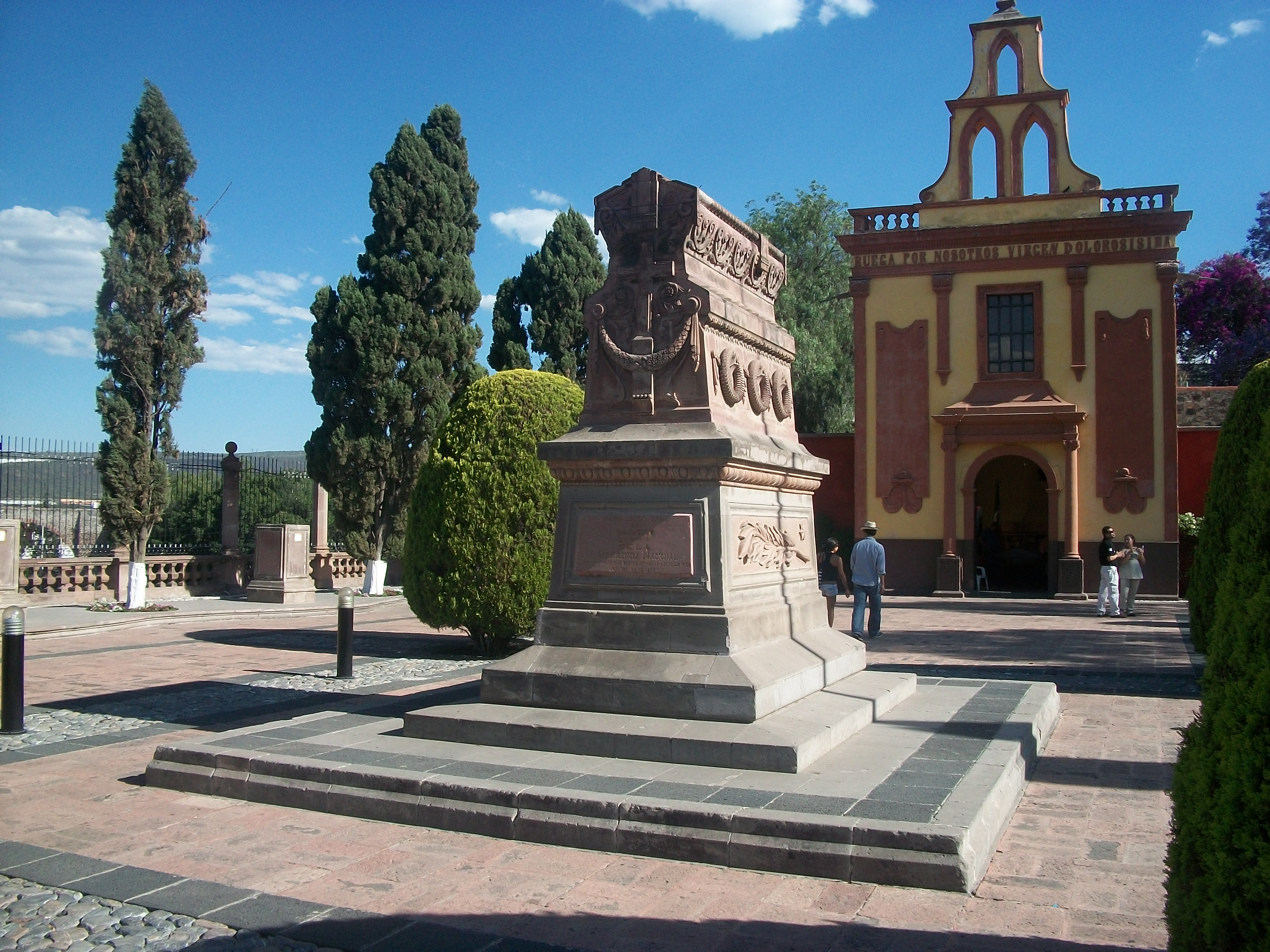
Sepulcro de Miguel Domínguez y Josefa Ortiz en el Panteón de los Queretanos Ilustres.

En 1823, una vez consumada la Independencia de México fue miembro suplente, en cinco ocasiones, del Supremo Poder Ejecutivo del gobierno provisional de México que dirigió la nación tras la caída del Primer Imperio Mexicano de Agustín de Iturbide. Durante este periodo, se comenzó a elaborar la Constitución Federal de los Estados Unidos Mexicanos de 1824, en donde se estableció un gobierno republicano, representativo y federal, siendo el primer presidente electo Guadalupe Victoria. 
En 1824 se le designó primer magistrado y presidente de la Suprema Corte de Justicia, cargo que desempeñó hasta su muerte. Murió el 22 de abril de 1830 en la Ciudad de México, a los 74 años de edad.
Fue sepultado en la iglesia de Guadalupe (antigua iglesia de la Villa), en la Ciudad de México. Casi un siglo después, el 27 de septiembre de 1921, sus supuestos restos fueron trasladados a Querétaro, en donde permanecen al lado de los de su esposa en el Panteón de los Queretanos Ilustres (los restos que fueron trasladados a Querétaro, realmente, fueron los de su hijo Mariano José Mateo Luis Domínguez Ortiz).[cita requerida]